# لورو زوکو
 لورو زوکو (انگلیسی: Lovro Zovko؛ زادهٔ ۱۸ مارس ۱۹۸۱) یک تنیس‌باز اهل کرواسی است.